# Oxatomida
Oxatomida, vendido sob o nome de marca Tinset entre outros, é um anti-histamínico de primeira geração da família das difenilmetilpiperazinas, o qual é comercializado na Europa, Japão e uma variedade de outros países. Foi descoberta na Janssen Farmacêutica em 1975. Oxatomida carece de quaisquer efeitos anticolinérgicos. Em adição a seu antagonismo ao receptor H1, também possui atividade antiserotonérgica similarmente a hidroxizina.

## Química

### Síntese

Síntese da oxatomida:

Reação de 2-benzimidazolinona com acetato de isopropenila leva ao derivado de imidazolona protegido individualmente (2). Alquilação deste com 3-cloro-1-bromopropano fornece o derivado funcionalizado (3). Alquilação do derivado monobenzidrilo de piperazina (4) com 3 resulta oxatomida (5), após remoção hidrolítica do grupo protetor.